# شاهزاده و گدا (فیلم ۱۹۲۰)
شاهزاده و گدا (انگلیسی: The Prince and the Pauper) فیلمی در ژانر ماجرایی به کارگردانی الکساندر کوردا است که در سال ۱۹۲۰ منتشر شد.